# ببری‌شاپرکیان
ببری‌شاپرکیان (نام علمی: Arctiinae) نام یک زیرخانواده از تیره شاپرک‌های ببری است.